# Tando Allahyar
Tando Allahyar (Urdu: ٹنڈو اللہ یار, Sindhi: ٽنڊو الهيار) es una localidad de Pakistán, en la provincia de Sindh.

## Demografía
Según estimación 2010 contaba con 133487 habitantes.